# Лутіца
Лутіца (рум. Lutița) — село у повіті Харгіта в Румунії. Входить до складу комуни Муджень.
Село розташоване на відстані 213 км на північ від Бухареста, 49 км на захід від М'єркуря-Чука, 134 км на південний схід від Клуж-Напоки, 73 км на північний захід від Брашова.

## Населення
За даними перепису населення 2002 року у селі проживали 760 осіб, усі — угорці. Рідною мовою 759 осіб (99,9%) назвали угорську.